# Хесус-Мария (Агуаскальентес)
Хесус-Мария (исп. Jesús María) — город и административный центр одноимённого муниципалитета в мексиканском штате Агуаскальентес. Численность населения, по данным переписи 2010 года, составила 43 012 человек.